# Carlos Burundarena
Carlos Alberto Burundarena (Adrogué, 11 de octubre de 1921 - Buenos Aires, 23 de junio de 1998) fue un ingeniero argentino que se desempeñó como Ministro de Cultura y Educación durante el gobierno de facto de Roberto Viola. Es padre de la historietista y novelista argentina Maitena.

## Estudios
En 1950 se graduó de Ingeniero en Telecomunicaciones en la Universidad de Buenos Aires. Fue profesor titular de esta facultad entre 1959 y 1979. También ejerció la docencia en la Universidad de La Plata y la Universidad Católica Argentina.

## Carrera
De ideología nacionalista y católica, formó parte de la Alianza Libertadora Nacionalista por la que fue candidato a diputado en 1946. Abandonó el partido tras que este se integrara al peronismo. Durante el golpe de Estado contra el gobierno constitucional de Juan Domingo Perón formó parte de los comandos civiles que intervinieron e inutilizaron diez radios de la Capital Federal, para permitir recibir los mensajes de los golpistas. Tras el Golpe de Estado se instala en el poder la dictadura autodenominada Revolución Libertadora, en 1955, fue nombrado director de la Comisión Nacional de Aprendizaje y Orientación Profesional en 1956 restringió la autonomía de las universidades nacionales impidiéndoles crear nuevas carreras, Facultades o unidades académicas equivalentes sin la previa autorización del poder ejecutivo, desde dicho organismo coordinó la represión contra el peronismo en el ámbito educativo lanzada por el gobierno dictatorial de Pedro Eugenio Aramburu, lo que llevó a dejar cesantes a cientos de profesores universitarios de ideologías peronistas, mientras que en las escuelas secundarias se elaboraron listas negras de profesores peronistas que no podrían continuar ejerciendo la docencia, así mismo instaló en importantes cargos a personas vinculadas a la Iglesia Católica. En 1958 presidió el Instituto Nacional de la Productividad. En 1966 fue vocal del Conet y una década después, su interventor. También se desempeñó como rector de la Universidad Tecnológica Nacional.
El 29 de marzo de 1981, en el marco de la dictadura militar autodenominada Proceso de Reorganización Nacional que gobernaba el país, fue designado Ministro de Cultura y Educación, cargo que ocupó hasta el 12 de diciembre del mismo año por la crisis política. Desde su puesto llevó adelante una feroz persecución hacia los militantes de izquierda en las facultades. A esto le siguió el éxodo de profesores e investigadores. Así mismo estableció cupos para el ingreso y de políticas destinadas a recortar el número de universidades y el porcentaje de estudiantes inscriptos. Burundarena fue bien visto por Videla para ocupar el cargo dada su ideología católica antiperonista: en julio de 1976 Videla lo nombró interventor del Consejo Nacional de Educación Técnica (CONET). Durante esta dictadura vivió al lado Campo de Mayo, y supo de la existencia de desaparecidos. Su accionar sería repudiado por su propia hija años más tarde, quien además confesaría cierta admiración de Burundarena por el franquismo.